# 미나토정 (지바현)
미나토정(湊町)은 지바현 기미쓰군에 일찍이 존재했던 정이다. 현재의 훗쓰시 중부에 해당한다.
이전에는 훗쓰 시청사가 구 정내의 덴진야마정에 있었으나 1992년에 현재위치로 이전하였다.

## 역사
- 1889년 4월 1일 - 정촌제 시행에 의해 아마하군 미나토정이 성립하였다.
- 1897년 4월 1일 - 아마하군이 통합에 의해 기미쓰군이 되었다.
- 1955년 3월 31일 - 가나야촌, 다케오카촌, 덴진야마촌이 합병해 덴진야마정이 신설되어, 동일 미나토정은 폐지되었다.

## 교통

### 철도
- 일본국유철도 (→ 동일본 여객철도)
  - 기사라즈선

### 도로
- 기사라즈 가도(현: 국도 제127호선)